# Cascais
Cascais est une ville et station balnéaire du Portugal. Elle est située sur le front de l’océan Atlantique, à 30 kilomètres à l’ouest de la capitale Lisbonne.

## Caractéristiques

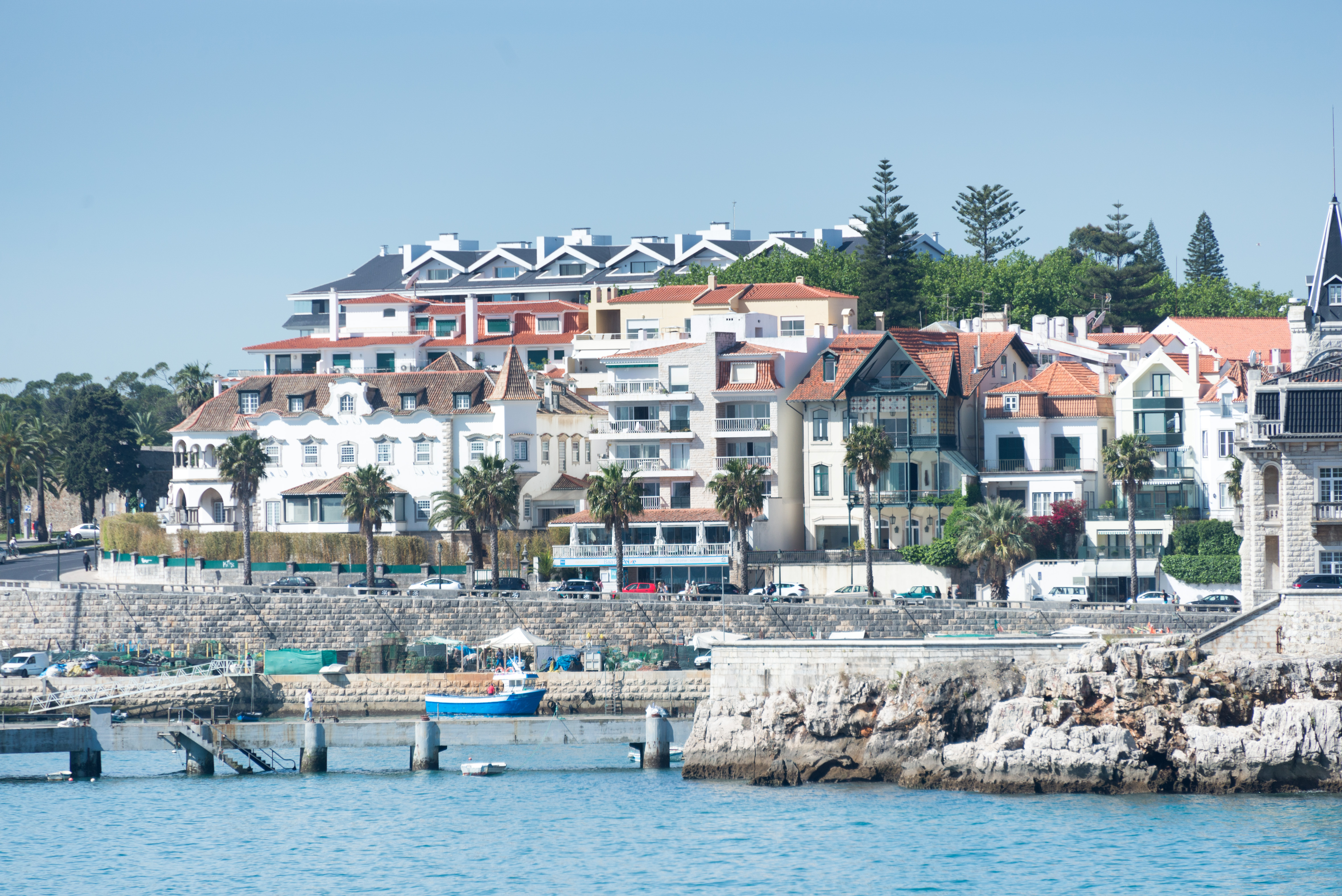
La côte de Cascais, en Portugal.

C'est une ville littorale portugaise, à dominante touristique, appartenant au district de Lisbonne et comprenant 4 paroisses. Elle se situe à côté de la ville d'Estoril, célèbre pour son casino et son circuit de motocyclisme.
Favorisée par la douceur d'un climat où se combinent la salubrité de l'air marin et la fraîcheur des vents provenant du massif de Sintra, par une plage de sable ourlant la baie de la Côte du Soleil, Cascais est à la fois un port de pêche traditionnel et une station balnéaire. C'est une destination très prisée des Portugais.
Du point de vue démographique, la population, en 1991, était de 153 300 habitants, pour une superficie de 97 km2, et l'augmentation de la population entre 1960 et 1991 a été de 157 %. Au recensement de 2021, la population s'élève à 214 158 habitants.
La ville de Cascais appartient au Secteur métropolitain de Lisbonne.

Cascais.

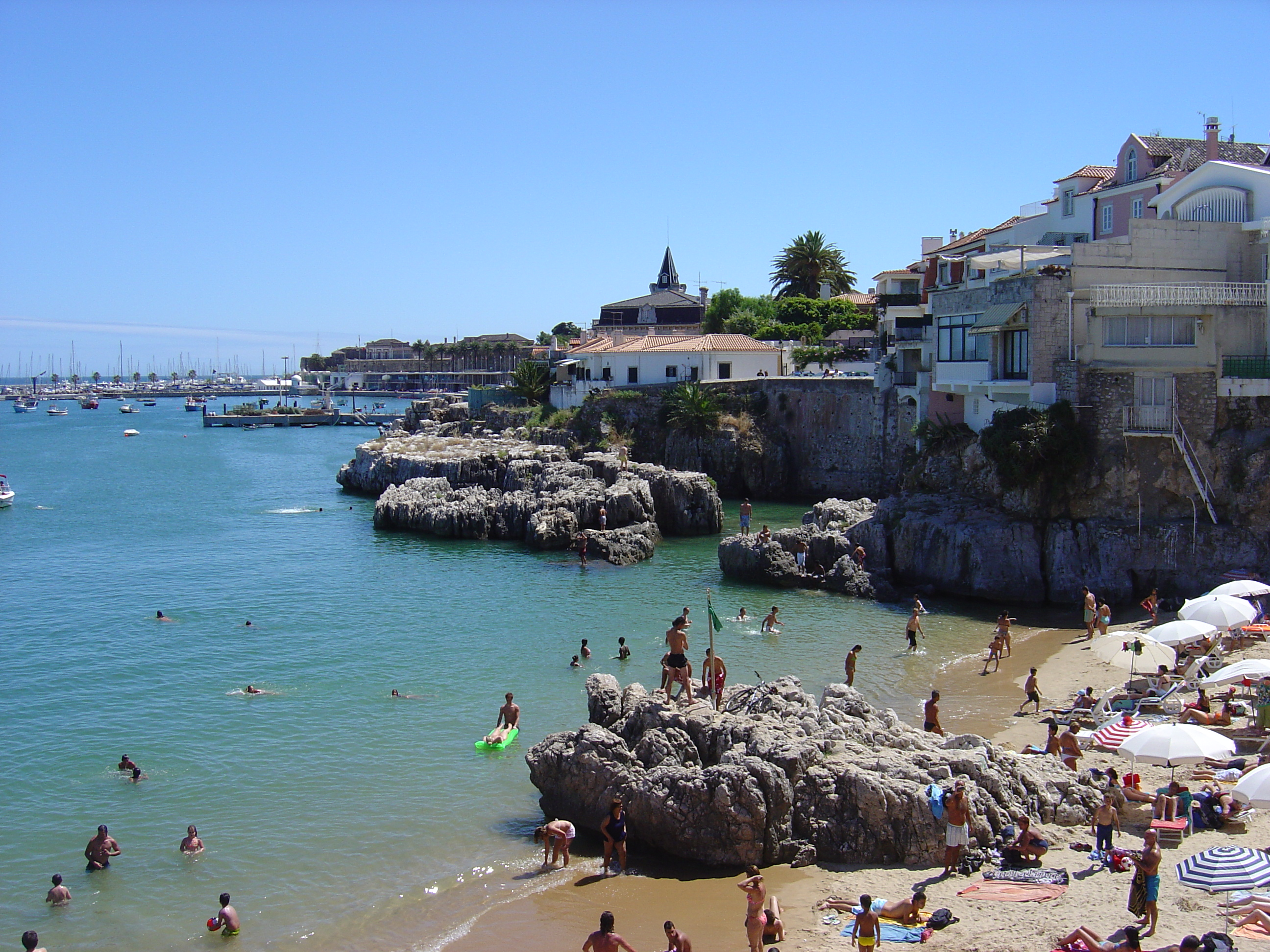
La plage de la Reine.

## Géographie
Cascais est limitrophe :
- au nord, de Sintra ;
- à l'est, de Oeiras ;
- au sud et à l'ouest, de l'océan Atlantique.

### Climat
Située sur la côte Atlantique, Cascais bénéficie d'un climat méditerranéen avec des étés chauds et secs et des hivers doux et humides. La température moyenne maximale en été est de 27 °C et en hiver de 15 °C, toujours tempérée par l'océan. En été, la température de l'eau est de 22 °C entre août et septembre.
| Mois                              | jan. | fév. | mars | avril | mai  | juin | jui. | août | sep. | oct. | nov. | déc. |
| --------------------------------- | ---- | ---- | ---- | ----- | ---- | ---- | ---- | ---- | ---- | ---- | ---- | ---- |
| Température minimale moyenne (°C) | 7,4  | 8,7  | 9,4  | 12,6  | 15,5 | 17,9 | 19,8 | 20,2 | 19,4 | 16,2 | 13,2 | 7,8  |
| Température maximale moyenne (°C) | 15,2 | 16,3 | 18,6 | 19,7  | 22,3 | 25,5 | 27,3 | 27,6 | 26,4 | 22,7 | 18,2 | 15,5 |

## Histoire
Les preuves de présence humaine sur le site de Cascais remontent à au moins les années 2 000 avant J.-C. Aux peuples préhistoriques ont succédé les Romains, les Wisigoths et les Maures. Devenue indépendante en même temps que Lisbonne, Cascais acquit dès le milieu du XIVe siècle le titre de vila. En 1580 et en 1597, elle fut mise à sac par les troupes espagnoles du duc d'Albe (Ferdinand Alvare de Tolède), puis par les anglaises de Marie Tudor.
En 1755, le tremblement de terre de Lisbonne et le tsunami qui s’ensuivit détruisit la ville alors qu'elle reprenait son essor.
- Tour de Santo António de Cascais

## Démographie
| 1801  | 1849  | 1900  | 1930   | 1960   | 1981    | 1991    | 2001    | 2011    |
| ----- | ----- | ----- | ------ | ------ | ------- | ------- | ------- | ------- |
| 6 052 | 5 679 | 9 463 | 22 932 | 59 617 | 141 498 | 153 294 | 170 683 | 206 479 |

## Subdivisions
La municipalité de Cascais groupe 4 freguesias :
- Alcabideche ;
- Carcavelos e Parede ;
- Cascais e Estoril ;
- São Domingos de Rana.

## Sport
Les espaces naturels aquatiques et terrestres de Cascais permettent de nombreuses pratiques sportives. La Serra de Sintra et sa côte ont fait de la commune l’un des principaux centres nationaux de sports nautiques comme la planche à voile, le kitesurf, le surf, le bodyboard et le canoë. Toutes les communes de l’organisation disposent d’espaces sportifs artificiels sur un total de 423 sites dont la moitié se trouve sur le territoire de Cascais. Les installations spécialisées se distinguent par leur diversité et leur nombre. Avec la plus grande concentration nationale de terrains de golf, de centres hippiques et de centres nautiques Cascais est un haut lieu dans ces domaines. En outre, il existe des installations spéciales telles que le stade António Coimbra da Mota, le circuit Fernanda Pires da Silva et les hippodromes de Cascais et de la Quinta da Marinha.
Il y a également des espaces destinés à la pratique de l’escalade, du skateboard, du patinage, des minigolfs et des espaces de jeux traditionnels, ainsi que divers circuits et pistes pour les randonneurs, les cyclistes et les piétons. Enfin, sur la plage de Carcavelos, il est possible de pratiquer des sports comme le football et le volley. Les sports les plus pratiqués dans la commune sont les sports individuels comme le fitness, les sports collectifs et les sports de combat.

## Économie
Les principales activités économiques de la ville sont l'industrie agroalimentaire, les industries de la métallurgie et de la serrurerie, la construction civile et les travaux publics, le commerce de détail, la prestation de services privés et publics, l'administration locale et, surtout, les activités liées au tourisme, comme la restauration et l'hôtellerie, grâce à l'attraction du vaste patrimoine naturel et construit de la ville.
La pêche, essentiellement artisanale, est en baisse constante. La ville se distingue par l'excellence de ses équipements sociaux et de son unité hospitalière. Elle dispose aussi de l'aérodrome régional de Tires, d'un casino et de l'autodrome de l'Estoril.

## Jumelages
- Biarritz (France) depuis 1986[4]
- Salvador (Brésil)
- Wuxi (Chine)

## Cascais dans la culture
- Les groupes pop rock portugais Delfins (pt) et Santos & Pecadores ont été créés à Cascais (1981 et 1987), ainsi que le groupe de metal NZZN (1979).
- Plusieurs épisodes de la série télévisée française Une famille formidable ont été tournés à Cascais.
- La série télévisée portugaise Morangos com Açúcar (2003-2012) était tournée à Cascais.
- Cascais est la 1re étape des régates préliminaires de la 34e Coupe de l'America (2011-2012), qui se déroulent du 8 au 14 août 2011[5].
- Paulo Ferreira, joueur de football évoluant à Chelsea FC, est né à Cascais en 1979.